# Сухая Ельмута
Сухая Ельмута — хутор в Пролетарском районе Ростовской области. 
Входит в состав Мокроельмутянского сельского поселения.

## География
Хутор расположен в пределах Сальско-Манычской гряды, являющейся широтным продолжением Ергенинской возвышенности, по правой стороне балки Сухая Ельмута (бассейн реки Маныч), на высоте 34 метра над уровнем моря. Рельеф местности — холмисто-равнинный. Почвы — чернозёмы южные и тёмно-каштановые почвы.
По автомобильной дороге расстояние до Ростова-на-Дону составляет 250 км, до районного центра города Пролетарск — 32 км, до административного центра сельского поселения хутора Мокрая Ельмута — 7 км.
Часовой пояс
Сухая Ельмута, как и вся Ростовская область, находится в часовой зоне МСК (московское время). Смещение применяемого времени относительно UTC составляет +3:00.

## История
Дата основания не установлена. Предположительно, основан в те же годы, что и соседний хутор Мокрая Ельмута (вторая половина XIX века). Название хутор получил по балке, при которой он расположен. Балка довольно глубокая, но в ней не было воды, поэтому её назвали Сухой.
В результате Гражданской войны калмыцкое население Приманычья резко сократилось, оставшееся население переселилось на территорию образованной в 1920 году Калмыцкой АО. Согласно переписи населения 1926 года хутор Сухая Ельмута относился к Мокро-Ельмутянскому сельсовету Пролетарского района Сальского округа Северо-Кавказского края, в хуторе проживало 463 человека, все — украинцы. Калмыки в хуторе не проживали.
В начале 1950-х в результате разукрупнения колхоза «Красный Партизан» в хуторе Сухая Ельмута был организован колхоз «Большевик». Позднее вместе колхозом имени Калинина (хутор Поливаново) объединён в колхоз имени Жданова. В поздний советский период отделение колхоза «Красный Партизан».

## Население
Динамика численности населения
| 1926 |
| ---- |
| 463  |

| 2010 |
| ---- |
| 199  |

## Улицы
- ул. Дружбы,
- ул. Раздольная,
- ул. Точка 1,
- ул. Точка 2,
- ул. Точка 3,
- ул. Точка 4,
- ул. Точка 5.